# Военная академия воздушно-космической обороны имени Маршала Советского Союза Г. К. Жукова
Военная академия воздушно-космической обороны имени Маршала Советского Союза Г. К. Жукова — высшее военное учебное заведение Вооружённых сил Российской Федерации. Находится в Твери.

## История академии
В 1956 году в соответствии с постановлением Совета Министров СССР и приказом Министра обороны СССР Г. К. Жукова от 4 ноября 1956 года была сформирована Военная командная академия противовоздушной обороны в г. Калинине. Основная задача, поставленная перед Академией — подготовка командных кадров для системы ПВО. Академия была сформирована на основе Научно-исследовательского института зенитной артиллерии, Научно-испытательного центра истребительной авиации Войск ПВО страны и целого ряда более мелких учебных и исследовательских учреждений Министерства обороны. Целью её создания было преодоление внутриведомственной разобщенности и создание единого комплексного учебно-исследовательского центра Вооружённых сил в области противовоздушной обороны, значение которой по опыту локальных войск 1950-х годов непрерывно возрастало. В создании академии и в запуске её активной научно-исследовательской работы принимал особо активное участие маршал артиллерии Н. Д. Яковлев.
Занятия со слушателями начались с 1 марта 1957 года, первые слушатели были переведены из других академий, и около 60 процентов из них были ветеранами Великой Отечественной войны. В апреле 1958 года состоялся первый выпуск слушателей.
18 августа 1958 года академии было вручено Боевое Знамя.
Постановлением Совета Министров СССР от 24 сентября 1974 г. «Об увековечении памяти Маршала Советского Союза Г. К. Жукова» Военной командной академии противовоздушной обороны присвоено имя Маршала Советского Союза Г. К. Жукова.
17 декабря 1981 года Указом Президиума Верховного Совета СССР академия награждена орденом Красного Знамени.
С 1992 года, в связи с тем, что ВИРТА ПВО остался на территории Украины, в академии осуществляется также подготовка инженерных кадров для Войск ПВО страны (в настоящее время для ВКС).
В 1995 году в академии сформирован факультет АСУ для подготовки курсантов.
В 1998 году академия преобразована в Военный университет ПВО (ВУ ПВО), но шесть лет спустя Распоряжением Правительства Российской Федерации от 09.07.2004 г. № 937-р «О военных образовательных учреждениях профессионального образования Министерства обороны Российской Федерации» ей возвращён статус академии и присвоено современное наименование.
В 2008 году в средствах массовой информации появились сообщения о предстоящем расформировании академии в рамках реформы Вооружённых сил Российской Федерации.
Согласно плану, утвержденному министром обороны Российской Федерации А. Э. Сердюковым, в 2010 году академия должна была быть реорганизована (фактически — расформирована).
31.08.2012 г. последние российские курсанты набора 2008 года были переведены в ЯВЗРУ ПВО (Ярославский филиал Военно-космической академии имени А. Ф. Можайского) и в Военно-космическую академию имени А. Ф. Можайского.
Распоряжением Правительства Российской Федерации от 18 октября 2012 г. № 1942-р (Собрание законодательства Российской Федерации, 2012, № 43, ст. 5930), академия ликвидировалась в форме присоединения к Военно-космической академии имени А. Ф. Можайского, но данное Распоряжение не было реализовано, а впоследствии отменено пунктом 5 Распоряжения Правительства Российской Федерации от 03 июня 2013 № 895-р.
После отстранения А. Э. Сердюкова от занимаемой должности было объявлено, что решение о расформировании Академии будет пересмотрено.
21 февраля 2013 года новый министр обороны Российской Федерации генерал армии С. К. Шойгу подписал приказ о сохранении Военной академии ВКО. С того времени академия продолжает свою работу.
1 декабря 2013 года Академии было вручено Боевое знамя нового образца.
В 2014 году академия успешно прошла процедуру аккредитации федеральных государственных образовательных программ нового поколения, программ магистратуры, увеличен набор курсантов. При этом подготовка специалистов с полной военно-специальной подготовкой начала осуществляться в рамках специалитета по 11 военным специальностям, 8 из которых стали новыми не только для академии, но и для Вооруженных Сил Российской Федерации.
К началу 2015 года на базе моделирующих комплексов в академии развернут Центр оперативно-тактической подготовки для проведения компьютерных учений и игр.
В 2016 году в состав академии в качестве структурных подразделений были включены учебный центр зенитных ракетных войск (г. Гатчина) и центр подготовки специалистов (расчетов) радиотехнических войск (г. Владимир).
Сегодня академия является признанным учебным, методическим и научным центром подготовки военных специалистов по противовоздушной и ракетно-космической обороне, крупным научным центром проведения исследований по проблемам организации и ведения воздушно-космической обороны нашего государства и его союзников по ОДКБ и СНГ.
За свою 65-летнюю историю академия стала подлинной основоположницей теории воздушно-космической обороны. Учеными академии разработано 12 военно-теоретических трудов по различным аспектам строительства и применения сил и средств ВКО, подготовлены более 500 научно-исследовательских работ по актуальным проблемам построения систем противовоздушной и ракетно-космической обороны государства и системы воздушно-космической обороны Российской Федерации в целом, стратегическим, оперативным и тактическим формам и способам борьбы с воздушно-космическим противником, управлению разновидовыми войсками (силами) в единой системе ВКО государства.
В сентябре 2022 года на территории академии и внутри проходили съёмки некоторых сцен сериала «Пищеблок» кинокомпанией «Лунапарк».

## Структура академии
Обучение ведётся на 5 факультетах — автоматизированных систем управления, радиоэлектронных средств и систем, факультете по подготовке специалистов с высшей военной оперативно-тактической подготовкой, специальном факультете, факультете переподготовки и повышения квалификации, а также докторантуре и адъюнктуре.

## Начальники академии
- 1956—1959: генерал-лейтенант артиллерии П. Г. Шафранов
- 1959—1964: главный маршал авиации П. Ф. Жигарев
- 1964—1966: генерал-лейтенант (впоследствии генерал-полковник) Е. В. Коршунов
- 1966—1981: маршал авиации Г. В. Зимин
- 1981—1985: генерал-лейтенант артиллерии (впоследствии генерал-полковник) Ю. М. Бошняк
- 1985—1991: генерал-лейтенант (впоследствии генерал-полковник) А. И. Хюпенен
- 1991: генерал-полковник авиации В. Г. Царьков
- 1991—1999: генерал-лейтенант (впоследствии генерал-полковник) Г. М. Решетников
- 1999—2004: генерал-лейтенант Ю. Б. Торгованов
- 2004—2009: генерал-лейтенант О. Р. Балаян
- 2009—2011[17]: генерал-лейтенант Х. Б. Укуров
- 2011—2013: генерал-майор В. Н. Рыжонков
- 2013—2021: генерал-лейтенант В. Н. Ляпоров
- 2021—2023: генерал-лейтенант (впоследствии генерал-полковник) А. Г. Семёнов
- 2023—по н.в.: генерал-майор А. А. Поддубицкий

## Выпускники академии
- См. Категория:Выпускники Военной академии ВКО имени Маршала Советского Союза Г. К. Жукова

## Гимн академии
Существует неофициальный гимн академии

## Награды
- В 1975 году академия награждена военным орденом «За заслуги перед народом и Отечеством» (в золоте) ГДР.
- В 1978 году академия награждена орденом Красного Знамени ЧССР.
- В 1978 году академия награждена Командорским Крестом со Звездой ордена Заслуги ПНР.
- В 1981 году академия награждена орденом Красного Знамени.
- В 1982 году академия награждена орденом Народной Республики Болгария I степени.
- В 1985 году академия награждена орденом Красной Звезды ВНР.
- В 1988 году академия награждена орденом «За боевые заслуги» I степени СРВ.
- В 1992 году академия награждена орденом «Антонио Масео» Республики Куба.
- В 2007 году академия награждена Вымпелом Министра обороны Российской Федерации «За мужество, воинскую доблесть и высокую боевую выучку».